# WMVP

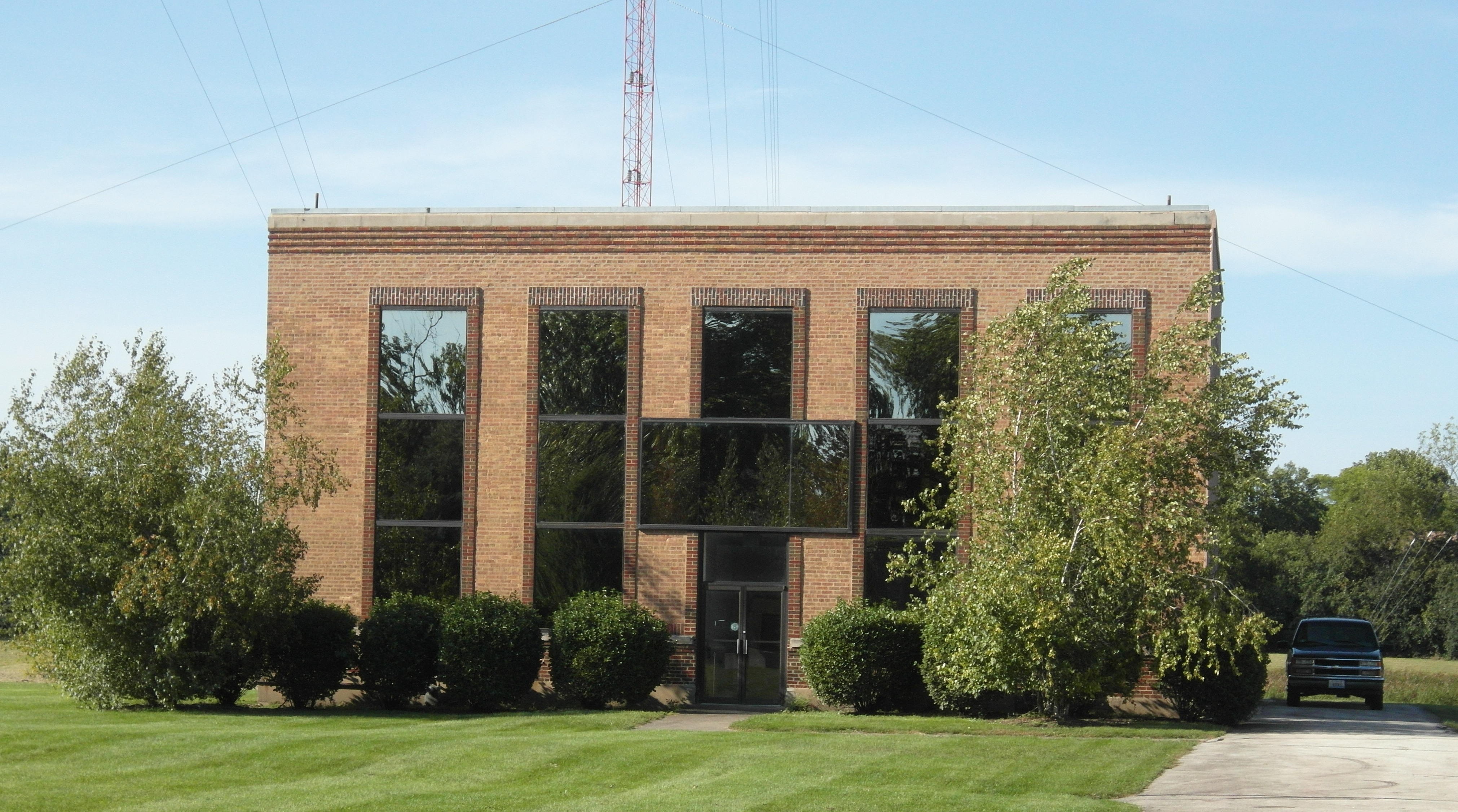
Antigo prédio do transmissor e por um curto período de tempo a localização do estúdio da WCFL (agora WMVP).

WMVP (1000 AM) é uma estação de rádio comercial licenciada para Chicago, Illinois, transmitindo um formato esportivo. De propriedade da Good Karma Brands, a estação atende a área metropolitana de Chicago como afiliada de mercado da ESPN Radio, a principal estação dos Chicago White Sox e dos Chicago Wolves (a afiliada da AHL dos Carolina Hurricanes da NHL) e é a casa das personalidades locais David Kaplan, Tom Waddle e John Jurkovic. Anteriormente uma estação pertencente e operada pela ESPN Radio, os estúdios da WMVP são colocalizados com a WLS-TV no Chicago Loop, enquanto o transmissor está localizado em Downers Grove. Além de uma transmissão analógica padrão, a WMVP é transmitida simultaneamente no segundo subcanal HD da WSHE-FM e está disponível online.
De 1926 a 1987, a 1000 AM foi WCFL, a voz de rádio da Chicago Federation of Labor. A WMVP é uma estação de rádio Classe A, transmitindo a 50.000 watts, a potência máxima para estações AM comerciais. Ela compartilha a 1000 AM, uma frequência de canal livre, com a KNWN em Seattle e a XEOY na Cidade do México. A WMVP usa uma antena direcional para evitar interferência com essas outras estações. O poderoso sinal noturno da WMVP permite que ela seja ouvida por ouvintes no centro-oeste dos Estados Unidos e no centro do Canadá.